# Венсен (замък)
Венсен (на френски: Chateau de Vincennes) е реставриран укрепен замък-музей, намиращ се в източен Париж, Франция в района на община Венсен. Замъкът има 800-годишна история, през която последователно е бил ловна резиденция, кралско градче, затвор, отбранителна крепост, а днес е музей и дом на някои канцеларии към Министерството на Отбраната на Франция. Цитаделата на замъка Венсен (на френски: Le Donjeon) е най-високата запазена като такава в Европа (51 m).

### История
Първото споменаване на названието Венсен датира от около 1050 г., когато гората Венсен се ползва като църковен имот. По-късно Филип Август (1175) я заема като кралски ловен имот и започва да строи капетингски палат. Свети Луи поръчва и започва строителството на крепостни стени, след като той самия е роден в днес разрушения палат във Венсен. Към края на Стогодишната война Жан Добрия (1350) и сина му Шарл V Мъдри избират Венсен за основна резиденция и установяват задълго кралския двор там. Шарл V построява цитаделата – най-високата запазена до днес от вида си в Европа. През същия период (1379) е поръчан и готическия параклис La Sainte Chapelle. По време на управлението на Луи XIV кралския двор се мести във Версай (1682). Превърнат от старите крале в непристъпна крепост замъкът започва да се използва като затвор, където са изолирани маркиз дьо Сад, граф Мирабо и др. През Наполеоновите войни Венсен е обновен според новите военнотактически правила и е натоварен със защитата на френската столица при нападение от изток (16 март 1808). През 1814 г., когато столицата е застрашена след неуспешната руска кампания на Наполеон замъкът Венсен и неговия комендант са подложени на обсада от пруски войски.

### Архитектурно устройство
Замъкът е опасан от пресъхнал ров и крепостна стена. В така оформеното градче с площ от около 1 кв. км. за дълъг период се помества френския кралски двор и живеят няколкостотин души. Поради липса на непосредствен воден източник вода се доставя по трикилометров оловно-глинен тръбопровод от района на Монтрьой и Монмартр, за което говорят запазени в двора на замъка археологически останки от фонтан от XIII век. Достъпът до замъка се осъществява през три порти, като основната – Роrte de village е четириетажна защитна кула с подвижен мост. Стените на крепостта са подсигурени с още девет защитни кули. От вътрешната страна на стените са застроени жилища, работилници и стопански сгради, а по-късно и павилионите на Краля и Кралицата – в духа на по-нови архитектурни стилове. Готическият параклис се намира срещу цитаделата на Шарл V. Самата цитадела е шестетажна и до нея се стига също само през подвижен мост. Всяко от шестте нива е устроено с една основна зала, а стълбище и по три прилежащи стаи оформят четирите странични кули на цитаделата. Залата на първия етаж служи за кралска приемна, а тази на втория е кралска спалня. В страничните стаи се помещават кабинет, съкровищница, молитвена стая, санитарно помещение, еркер. Готическият интериор на помещенията включва колони с капители, изобразяващи Четиримата евангелисти. В предната част на цитаделата, над входната тераса е инсталиран първия градски часовник (1369).

### Достъп за посещения
Замъкът може да бъде посетен от туристи лесно, тъй като е недалеч от центъра на Париж. С метро до Венсен се достига с Линия 1 до спирка Chateau de Vincennes, или с автобус по Avenue de Paris.